# Cabridella
La cabridella o àster marítim (Aster tripolium) és una planta de fulles comestibles originària d'Europa que es troba en llocs de sòls salins prop del mar, estuaris i ocasionalment en terrenys salins de terra endins. Es troben també als Països Catalans des del nivell del mar als 400 metres d'altitud.
En francès se'n diu 'oreille de cochon (orella de porc)
És una planta perenne glabra lleugerament suculenta de fins a 60 cm d'alt amb fulles lanceolades de 3-5 cm x0,5-1 cm amb un llarg pecíol, carnoses i capítols de 2 cm de diàmetre florals violacis i les flors tubulars grogues. Floreix de juliol a octubre. Les plantes que floreixen a la tardor proporcionen nèctar per les papallones.